# Мерелава
Мерелава (або Мере-Лава) — острів у групі островів Бенкс провінції Торба на півночі Вануату.

## Назва
Жителі Мерелави називають свій власний острів Mwerlap, точніше N̄wërlap [ŋʷɞrˈlap].
Назва Merelava або M̄ere Lava відображає те, як її називають у сусідній мові Мота ‒ фонетично [ŋ͡mʷerelaβa]. Відповідно до Кодрінгтона,  етимологія цієї назви (у пра-Торрес-Бенкс ), ймовірно, буде * mʷera-i laβa > *mʷerelaβa, буквально «великий хлопчик»; він контрастує з сусіднім островом M̄erig [ŋ͡mʷeriɣ], від * mʷera riɣi «маленький хлопчик». Ці слова метафорично стосуються самих островів.
Скорінні мови в інших мовах Торрес-Бенкс включають Mwotlap M̄eylap [ŋ͡mʷɛjˈlap].

## Географія
Мерелава розташована в південно-східній частині архіпелагу поблизу Мота і Меріг . Мерелава також відома як Острів Зоря. Він розташований приблизно за 50 км на схід від Гауа.
Мерелава — майже круглий вулканічний острів діаметром майже 4,5 км і площею 18 км2. Він утворений базальтовим стратовулканом, який досягає на горі Теу, яку також називають Стар-Пік, висоти 883 м над рівнем моря.
Головне селище Тесмет на західному узбережжі острова. Інші села, що починаються за годинниковою стрілкою в Тесметі, це Леветміс (північний захід), Леквел (північ), Леветнік (північний схід) і Аот (південний схід, друге за величиною).

## Історія
Мерелаву вперше побачили європейці під час іспанської експедиції Педро Фернандеса де Кіроса з 25 по 29 квітня 1606 року. Тоді острів назвали Сан-Маркос.  Повідомляється, що над Мерелава була помічений дим, коли з нею вперше зіткнувся Кірос. 

## Населення і мова
На острові проживає близько 650 осіб. Усі вони розмовляють океанічною мовою, відомою як мверлап.

## Зовнішні посилання
- Лінгвістична карта північного Вануату, що показує розташування Мерелави .